# Feliks Niedbalski

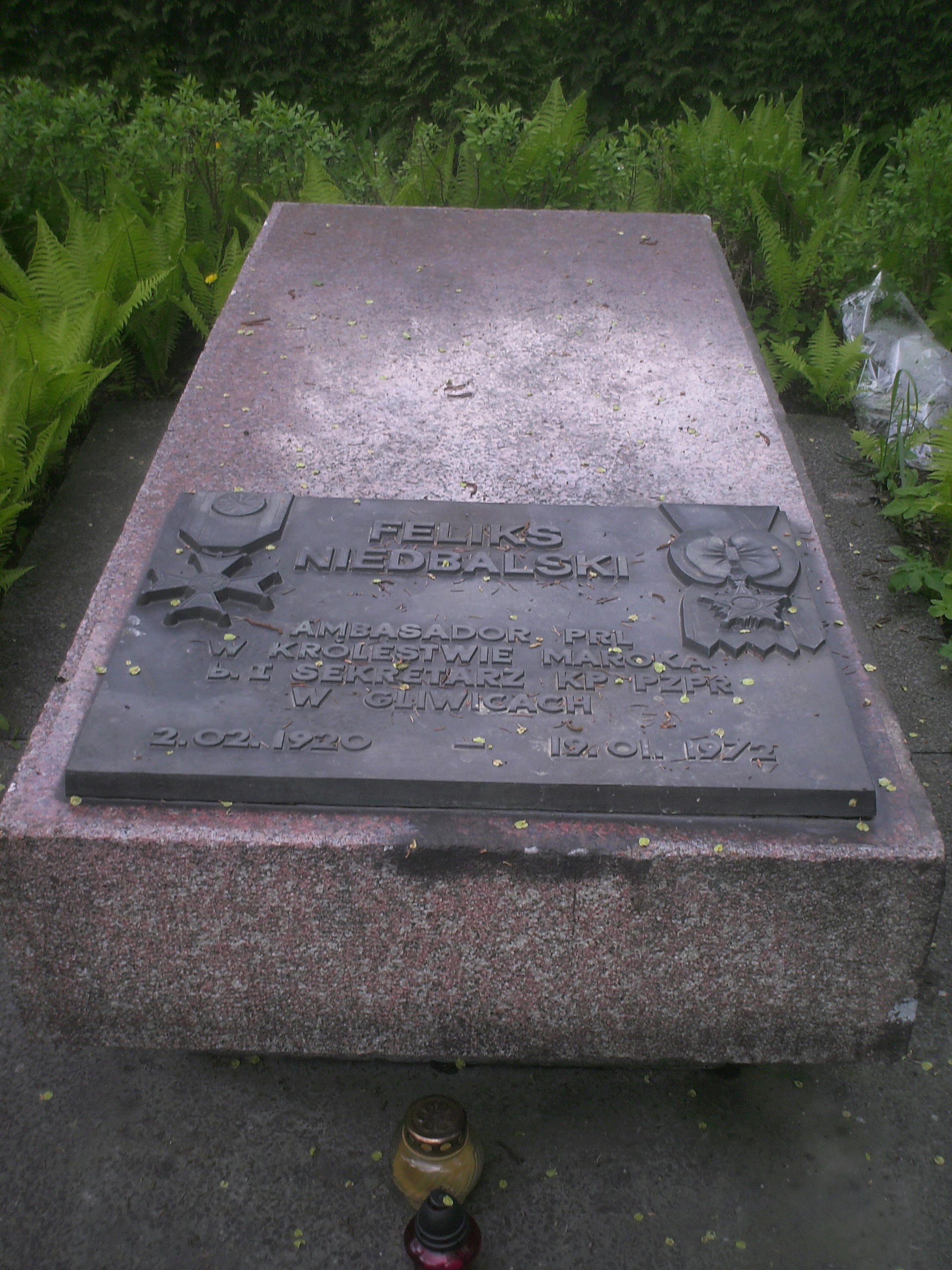
Grób Feliksa Niedbalskiego

Feliks Niedbalski (ur. 2 lutego 1920 w Bochum, zm. 19 stycznia 1972 w Rabacie) – inżynier górnik, ambasador PRL w Maroku. Działacz PPR i PZPR.

## Życiorys
Syn Stanisława (emigranta, górnika) i Marii. Przed wojną podjął pracę jako górnik w północnej Francji. Od 1939 członek Francuskiej Partii Komunistycznej. W czasie II wojny światowej członek komunistycznego ruchu oporu, a także Organizacji Pomocy Ojczyźnie we Francji. Był także członkiem komórki PKWN we Francji. Powrócił z emigracji w 1946 i podjął pracę w aparacie partyjnym. W marcu 1946 wstąpił do PPR, a w 1948 do PZPR. W 1947 uczęszczał do Centralnej Szkoły Partyjnej PZPR w Łodzi, równolegle sprawując funkcję instruktora do spraw propagandy Komitetu Miejskiego PZPR w Gliwicach. Do marca 1949 sprawował funkcję I sekretarza Podstawowej Organizacji Partyjnej w Walcowni Drutu w Gliwicach, a następnie był I sekretarzem POP PZPR w Zjednoczonych Zakładach Materiałów Ogniotrwałych w tym mieście. W latach 1948–1952 był równolegle przewodniczącym Miejskiej Komisji Kontroli Partyjnej. Od 1952 był kierownikiem Wydziału Kadr Komitetu Miejskiego PZPR, a od 1953 kierownikiem Wydziału Ekonomicznego KM. W 1956 został członkiem Komitetu Wojewódzkiego PZPR w Katowicach oraz sekretarzem do spraw organizacyjnych Komitetu Miejskiego PZPR w Gliwicach. Równolegle studiował, uzyskując tytuł inżyniera-górnika.
W latach 1959–1968 był  I sekretarzem Komitetu Miejskiego PZPR w Gliwicach. Od 1968 ambasador nadzwyczajny i pełnomocny PRL w Królestwie Maroka. Zmarł nagle w Rabacie. Odznaczony m.in. Krzyżem Oficerskim Orderu Odrodzenia Polski, Krzyżem Kawalerskim Orderu Odrodzenia Polski, Srebrnym Krzyżem Zasługi  oraz Wielka Gwiazdą na Wstędze Królestwa Maroka.
24 stycznia 1972 został pochowany z honorami państwowymi w Alei Zasłużonych na cmentarzu Centralnym w Gliwicach. Przemówienie pożegnalne w imieniu kierownictwa PZPR wygłosił zastępca członka Biura Politycznego KC PZPR, I sekretarz Komitetu Wojewódzkiego PZPR w Katowicach Zdzisław Grudzień, a w imieniu władz Maroka ambasador tego kraju w Polsce, Abdessless Arraki. Wiceminister spraw zagranicznych Józef Czyrek udekorował trumnę przyznanym pośmiertnie Feliksowi Niedbalskiemu przez Radę Państwa Krzyżem Oficerskim Orderu Odrodzenia Polski.
Żonaty, żona Prakseda Niedbalska (1926-1979). Miał jedną córkę. Prakseda Niedbalska została w listopadzie 1968 matką chrzestną statku "Gliwice II".